# Geranylformiat
Geranylformiat ist ein Terpenoidester, der sich von Geraniol und Ameisensäure ableitet.

## Vorkommen

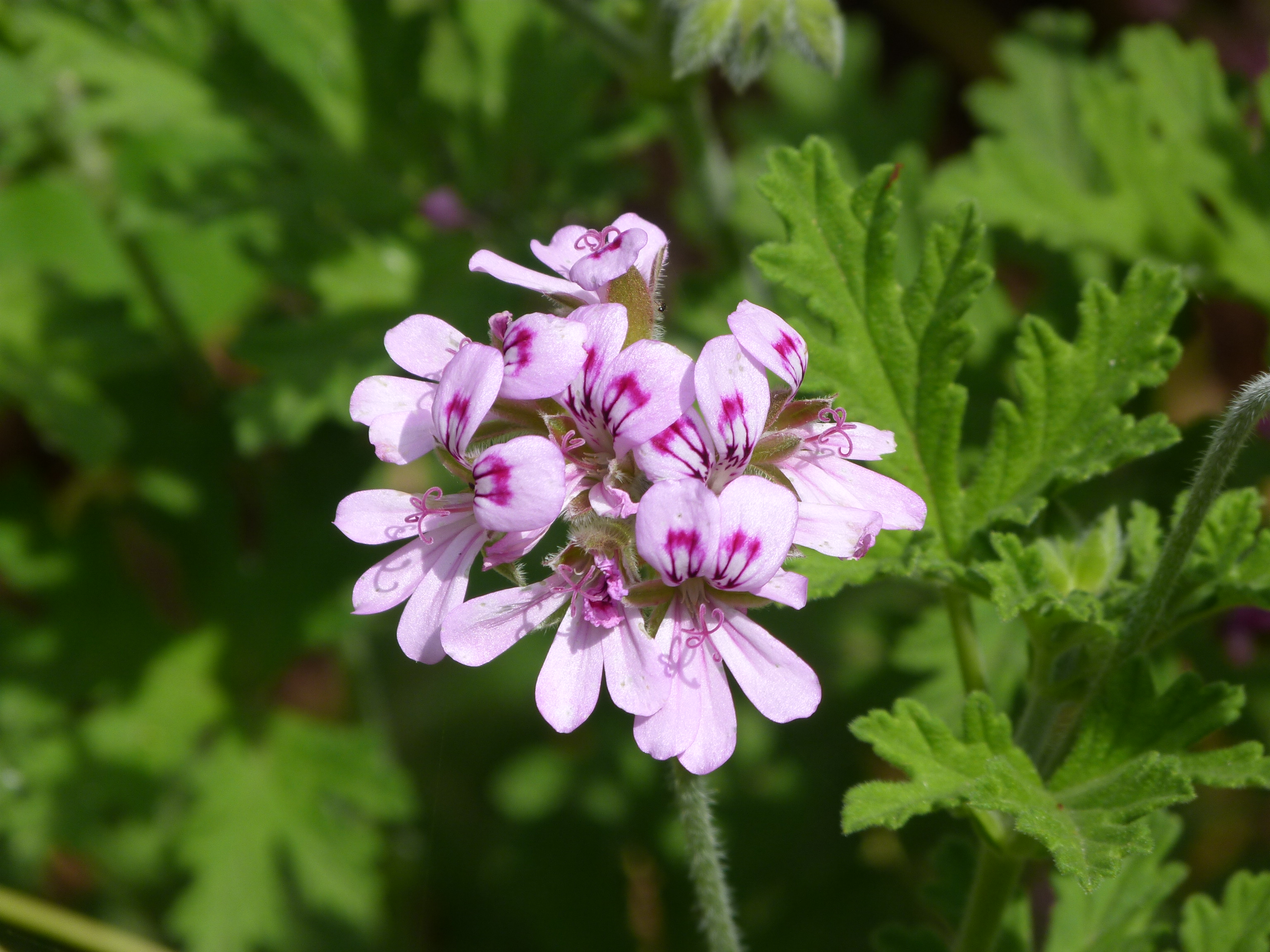
Pelargonium graveolens

Geranylformiat kommt im Geraniumöl aus Pelargonium graveolens vor. Der Anteil schwankt je nach Herkunft, in einer Studie betrug der Gehalt im ätherischen Öl unter 1 % bis knapp 9 %, mit durchschnittlich etwa 5 %. In einer anderen Studie betrug der Gehalt zwischen 4,1 % und 4,7 %. In einer dritten Studie wurde die Zusammensetzung von Geraniumöl in Abhängigkeit vom Erntezeitpunkt bestimmt. In diesem Fall schwankte der Anteil an Geranylformiat zwischen 3,8 % und 6,2 %. Es kommt außerdem in Anatto-Samen vor und entsteht auch bei der Autoxidation von Geraniol.

## Verwendung
Geranylhexanoat ist in der EU unter der FL-Nummer 09.076 als Aromastoff für Lebensmittel allgemein zugelassen. Geranylformiat wird außerdem als Duftstoff verwendet. Die weltweite Verwendungsmenge in diesem Bereich liegt in der Größenordnung von 10 bis 100 Tonnen pro Jahr.